# 작은긴가락박쥐
작은긴가락박쥐(Miniopterus fraterculus)는 긴가락박쥐과에 속하는 박쥐의 일종이다. 콩고민주공화국과 케냐, 말라위, 모잠비크, 르완다, 남아프리카공화국, 에스와티니, 우간다, 잠비아 그리고 짐바브웨에서 발견된다. 자연 서식지는 온대 기후 지역 숲과 관목 지대, 동굴 그리고 지하 서식지이다.